# Antiparkinsonik
Ántiparkinsónik je zdravilo ali učinkovina za zdravljenje parkinsonove bolezni. Parkinsonova bolezen sicer ni ozdravljiva bolezen, vendar se za lajšanje simptomov uspešno uporabljajo različni antiparkinsoniki, na primer levodopa in dopaminski agonisti. Osnovni princip zdravljena parkinsonove bolezni z zdravili je namreč nadomeščanje manjkajočega dopamina v možganih.

## Razvrščanje
Učinkovita zdravila za zdravljenje parkinsonove bolezni spadajo v naslednje skupine:
- učinkovine za nadomeščanje dopamina (levodopa); običajno v kombinaciji s perifernimi zaviralci DOPA-dekarboksilaze (karbidopa, benserazid ...)
- dopaminski agonisti – učinkovine, ki oponašajo učinek dopamina (bromokriptin, pergolid, lisurid ...)
- zaviralci MAO (npr. selegilin)
- učinkovine, ki sproščajo dopamin (amantadin)
- zaviralci acetilholina (npr. benztropin)
- zaviralci katehil-O-metil transferaze (entakapon, tolkapon).[5]